# 坂井駿也
坂井 駿也（さかい しゅんや、2004年4月16日 - ）は、熊本県出身のプロサッカー選手。Jリーグ・テゲバジャーロ宮崎所属。ポジションはミッドフィールダー。

## 来歴
サガン鳥栖U-18在籍中の2022年2月、福井太智、楢原慶輝と共に2種登録選手としてトップチームに登録された。2月23日、Jリーグカップの北海道コンサドーレ札幌戦で途中出場し、トップチームデビューを果たした。9月、2023年からのトップチーム昇格が内定した。
2024年1月6日、J3・テゲバジャーロ宮崎へ育成型期限付き移籍される事が発表された。
2月25日、J3第1節松本山雅FC戦にて先発出場し、Jリーグデビュー。

## 所属クラブ
- ソレッソ熊本
- サガン鳥栖U-18
  - 2022年 サガン鳥栖 (2種登録選手)
- 2023年 - サガン鳥栖
  - 2024年 -  テゲバジャーロ宮崎(育成型期限付き移籍)

## 個人成績
| 国内大会個人成績 | 国内大会個人成績 | 国内大会個人成績 | 国内大会個人成績 | 国内大会個人成績 | 国内大会個人成績 | 国内大会個人成績 | 国内大会個人成績 | 国内大会個人成績 | 国内大会個人成績 | 国内大会個人成績 | 国内大会個人成績 |
| 年度             | クラブ           | 背番号           | リーグ           | リーグ戦         | リーグ戦         | リーグ杯         | リーグ杯         | オープン杯       | オープン杯       | 期間通算         | 期間通算         |
| 年度             | クラブ           | 背番号           | リーグ           | 出場             | 得点             | 出場             | 得点             | 出場             | 得点             | 出場             | 得点             |
| 日本             | 日本             | 日本             | 日本             | リーグ戦         | リーグ戦         | リーグ杯         | リーグ杯         | 天皇杯           | 天皇杯           | 期間通算         | 期間通算         |
| ---------------- | ---------------- | ---------------- | ---------------- | ---------------- | ---------------- | ---------------- | ---------------- | ---------------- | ---------------- | ---------------- | ---------------- |
| 2022             | 鳥栖             | 41               | J1               | 0                | 0                | 2                | 0                | 0                | 0                | 2                | 0                |
| 2023             | 鳥栖             | 37               | J1               | 0                | 0                | 2                | 0                | 0                | 0                | 2                | 0                |
| 2024             | 宮崎             | 5                | J3               | 24               | 0                | 0                | 0                | 3                | 0                | 27               | 0                |
| 2025             | 宮崎             | 41               | J3               |                  |                  |                  |                  |                  |                  |                  |                  |
| 通算             | 日本             | 日本             | J1               | 0                | 0                | 4                | 0                | 0                | 0                | 4                | 0                |
| 通算             | 日本             | 日本             | J3               | 24               | 0                | 0                | 0                | 3                | 0                | 27               | 0                |
| 総通算           | 総通算           | 総通算           | 総通算           | 24               | 0                | 4                | 0                | 3                | 0                | 31               | 0                |

- Jリーグ初出場 - 2024年2月25日 J3第1節松本山雅FC戦 (いちご)

## タイトル
サガン鳥栖U-18
- 高円宮杯 JFA U-18サッカーリーグ（2022年）

## 代表歴
- U-15日本代表
  - 欧州遠征（2019年）
  - AFC U-16選手権・予選（2019年）
  - スペイン遠征（2019年）
- U-16日本代表
  - トルコ遠征（2020年）
  - SBSカップ 国際ユースサッカー（2020年）
- U-17日本代表
  - Balcom BMW CUP（2021年）
- U-18日本代表
  - SBSカップ 国際ユースサッカー（2022年）
  - スペイン遠征（2022年）